# Dokhu
Dokhu (nep. दोखु) – gaun wikas samiti we wschodniej części Nepalu w strefie Meći w dystrykcie Taplejung. Według nepalskiego spisu powszechnego z 2001 roku liczył on 724 gospodarstw domowych i 3914 mieszkańców (1966 kobiet i 1948 mężczyzn).